# Duc de Chaulieu
Le duc de Chaulieu est un personnage de La Comédie humaine d'Honoré de Balzac. Son prénom est Henri. Il est le père du duc de Rhétoré, marquis de Chaulieu, qui deviendra duc de Lenoncourt-Chaulieu en épousant Madeleine de Mortsauf, fille de madame de Mortsauf, l'héroïne du Lys dans la vallée, et petite-fille du duc de Lenoncourt. Il a également une fille, Louise, qui devient baronne de Macumer.
Il est ambassadeur de France en Espagne puis ministre des Affaires étrangères, et un favori du roi de France Charles X. Dans Splendeurs et misères des courtisanes, il promet à la duchesse de Grandlieu de demander au roi un titre de marquis pour Lucien de Rubempré. Il met en relation son ami le duc de Grandlieu avec le chef de la police politique, Corentin, pour enquêter sur Lucien.